# Rivière Bourlamaque
Rivière Bourlamaque är ett vattendrag i Kanada.   Det ligger i provinsen Québec, i den sydöstra delen av landet, 300 km nordväst om huvudstaden Ottawa. Rivière Bourlamaque ligger vid sjöarna  Lac Béland Lac Blouin Lac Calder Lac Dutertre Lac Faucher och Lac Senneville.
I omgivningarna runt Rivière Bourlamaque växer i huvudsak blandskog. Runt Rivière Bourlamaque är det glesbefolkat, med 13 invånare per kvadratkilometer.